# Первомайское (Кировский район)
Первома́йское (XV век-Кастадзон, до 1948 года Караго́з; укр. Первомайське, крымскотат. Qaragöz, Къарагозь) — село Кировского района Крыма, центр Первомайского сельского поселения (Первомайского сельсовета).

## Население
| 2001 | 2014  | 2021  |
| ---- | ----- | ----- |
| 3510 | ↘2880 | ↗3185 |

Всеукраинская перепись 2001 года показала следующее распределение по носителям языка
| Язык             | Процент |
| ---------------- | ------- |
| русский          | 66.58   |
| крымскотатарский | 25.58   |
| украинский       | 7.38    |
| другие           | 0.14    |

### Динамика численности
| - 1805 год — 78 чел. - 1864 год — 82 чел. - 1889 год — 208 чел. - 1892 год — 195 чел. - 1902 год — 170 чел. - 1915 год — 391/12 чел. - 1926 год — 563 чел. | - 1939 год — 532 чел. - 1974 год — 1659 чел. - 1989 год — 2806 чел. - 2001 год — 3510 чел. - 2009 год — 3243 чел. - 2014 год — 2880 чел. |

## Современное состояние
На 2017 год в Первомайском числится 29 улиц, 5 переулков и местность гора Узун-Сырт; на 2009 год, по данным сельсовета, село занимало площадь 289,1 гектара на которой, в 1339 дворах, проживало 3243 человека. На территории села действуют средняя общеобразовательная школа и детский сад № 7 «Ягодка», дом культуры постройки 1967 года, амбулатория общей практики семейной медицины, отделение почты России, храм Иоанна Предтечи. Первомайское связано автобусным сообщением с большинством городов Крыма, райцентром и соседними населёнными пунктами.

## География
Село находится в южной части района, в самых восточных отрогах Внутренней гряды Крымских гор, на реке Чорох-Су, в 19 километрах к западу от города Феодосия, там же ближайшая — железнодорожная станция. До районного центра Кировское примерно 20 километров (по шоссе). Транспортное сообщение осуществляется по региональным автодорогам 35К-003 Симферополь — Феодосия, 35К-017 Кировское — Первомайское и 35Н-192 Кринички — Первомайское (по украинской классификации — Р-23, Т-0113 и С-0-10503).

## Предприятия
- АО «Старокрымский»[35]
- ТЦ «Стройматериалы на Стометровке»[36]

## История
Первое поселение в окрестностях Первомайского относится к VIII—IX векам и располагалось в 1,2 км к северо-востоку от северо-восточной окраины села, на правом берегу реки Чурук-Су.
По исходе раскопок на северо-восточной окраине села вскрыто поселение XIII—XVIII веков. Предположительно, это и было местечко Карагоз / Карагёз, которое среди жителей западноевропейского происхождения в то время носило название Кастадзона (итал. Castadzona).
22 июня 1434 года около Карагёза / Кастадзона, в ходе Генуэзско-феодоритской войны, произошло сражение между войсками первого Крымского хана Хаджи Герая и отрядами генуэзских наёмников под комендованием Карло Ломеллино, закончившееся разгромом последних.
Согласно Камеральному Описанию Крыма… 1784 года, в последний период Крымского ханства Карагос входил в Колечский кадылык Кефинского каймаканства. После присоединения Крыма к России (8) 19 апреля 1783 года, (8) 19 февраля 1784 года, именным указом Екатерины II сенату, на территории бывшего Крымского Ханства была образована Таврическая область и деревня была приписана к Левкопольскому, а после ликвидации в 1787 году Левкопольского — к Феодосийскому уезду Таврической области. После Павловских реформ, с 1796 по 1802 год, входила в Акмечетский уезд Новороссийской губернии. Пётр Паллас в труде «Наблюдения, сделанные во время путешествия по южным наместничествам Русского государства в 1793—1794 годах» отмечает поместье гостеприимного и бодрого генерала фон Шютца у деревни Кара-Гоз. По новому административному делению, после создания 8 (20) октября 1802 года Таврической губернии, Карагоз был включён в состав Байрачской волости Феодосийского уезда.
По Ведомости о числе селений, названиях оных, в них дворов… состоящих в Феодосийском уезде от 14 октября 1805 года , в деревне Карагоз числилось 4 двора и 78 жителей крымских татар. На военно-топографической карте генерал-майора Мухина 1817 года деревня Карагоз обозначена с 8 дворами. После реформы волостного деления 1829 года Карагоз, согласно «Ведомости о казённых волостях Таврической губернии 1829 года», отнесли к Учкуйской волости (переименованной из Байрачской). На карте 1836 года в деревне 5 дворов, а в греческом Карагозе (видимо, уже заселённом беженцами из Османской империи) 17 дворов. На карте 1842 года Карагоз и Греческий Карагоз обозначены условным знаком «малая деревня», то есть, менее 5 дворов.
В 1860-х годах, после земской реформы Александра II, деревню приписали к Салынской волости. Согласно «Списку населённых мест Таврической губернии по сведениям 1864 года», составленному по результатам VIII ревизии 1864 года, Карагоз — владельческая греческая деревня с 26 дворами, 82 жителями и мечетью при речке Чурюк-Су. По обследованиям профессора А. Н. Козловского начала 1860-х годов, в селении «…имелась пресная вода в изобилии из горных родников и ручьёв». Существует версия, что Карагоз заселялся выходцами из деревни Салы. На трёхверстовой карте Шуберта 1865—1876 года обозначены рядом 2 деревни Карагоз: с 16 и 10 дворами. На 1886 год в деревне Карагоз, согласно справочнику «Волости и важнѣйшія селенія Европейской Россіи», проживало 136 человек в 20 домохозяйствах, действовали мечеть и трактир. По «Памятной книге Таврической губернии 1889 года», по результатам Х ревизии 1887 года, в деревне Карагоз числилось 27 дворов и 208 жителей. На верстовой карте 1890 года в деревне обозначен 41 двор с русским населением.
После земской реформы 1890-х годов деревню приписали к Владиславской волости. По «…Памятной книжке Таврической губернии на 1892 год» в деревне Карагоз, входившей в Унгутское сельское общество, числилось 195 жителей в 22 домохозяйствах. На верстовой карте Крыма 1896 года в селении обозначен 41 двор с русским населением. По «…Памятной книжке Таврической губернии на 1902 год» в деревне Карагоз числилось 170 жителей в 23 домохозяйствах. На 1914 год в селении действовало земское училище. По Статистическому справочнику Таврической губернии. Ч.II-я. Статистический очерк, выпуск пятый Феодосийский уезд, 1915 год, в деревне Карагоз Владиславской волости Феодосийского уезда числился 51 двор (49 дворов с землёй, 2 — безземельные) с русским населением в количестве 391 человек приписных жителей и 12 — «посторонних», из которых 206 мужчин и 198 женщин. Жители владели 2292 десятинами удобной земли. В хозяйствах имелось 211 лошадей, 263 вола, 148 коров и 1173 головы овец, свиней, или коз.

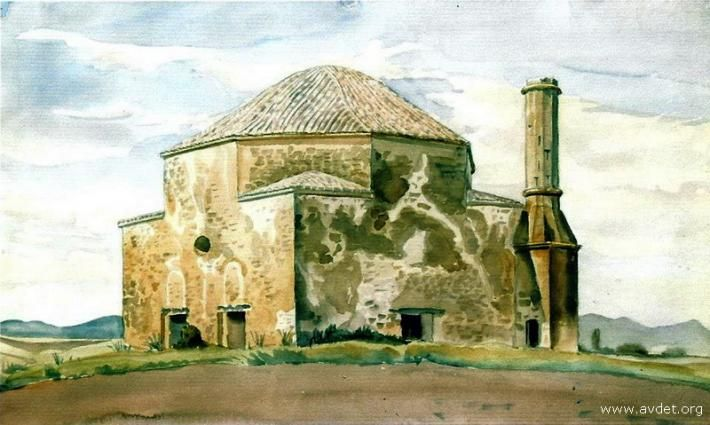
Мечеть в селе Карагоз, К.Ф. Богаевский.
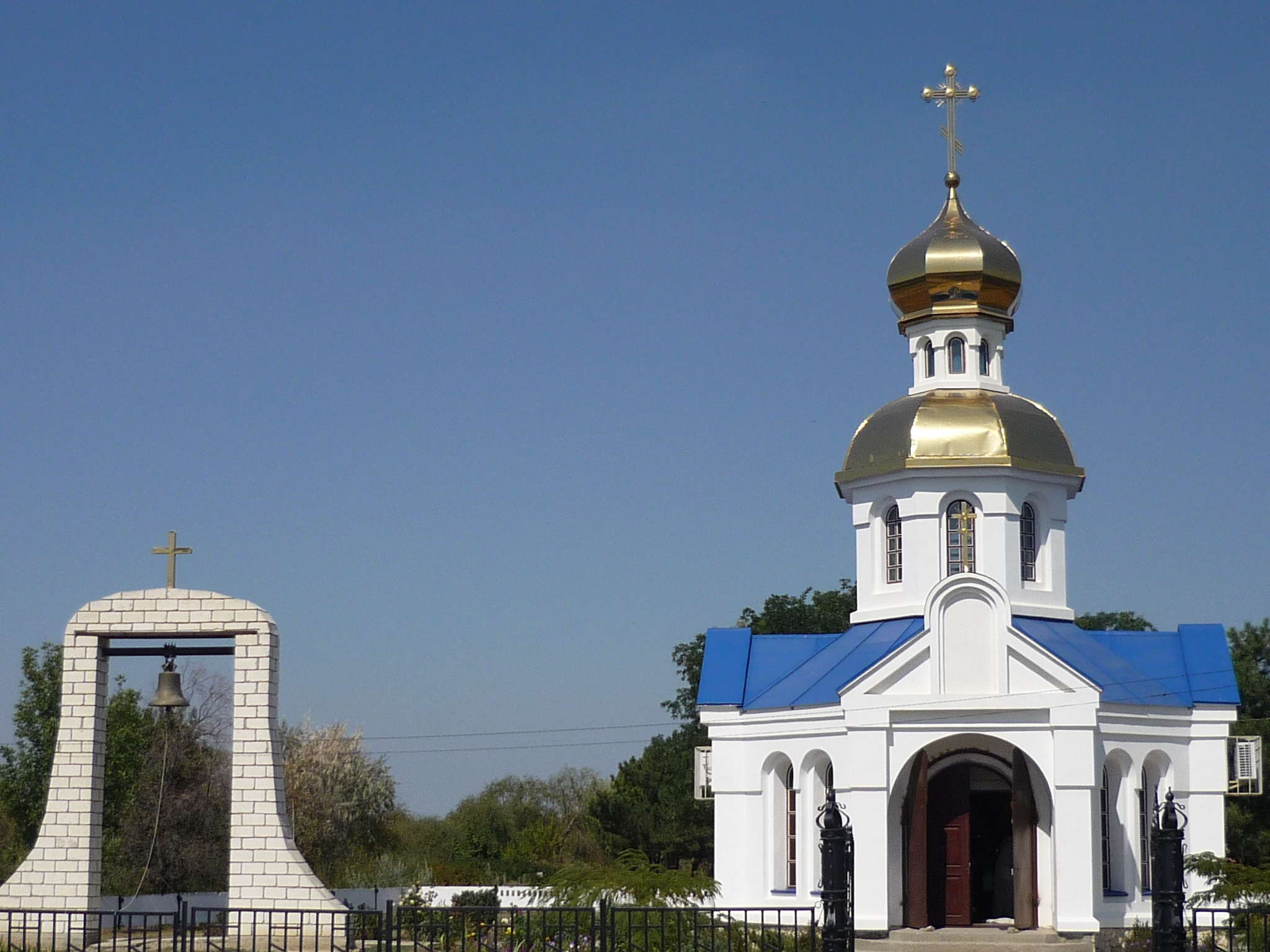
Храм Иоанна Предтечи в селе.
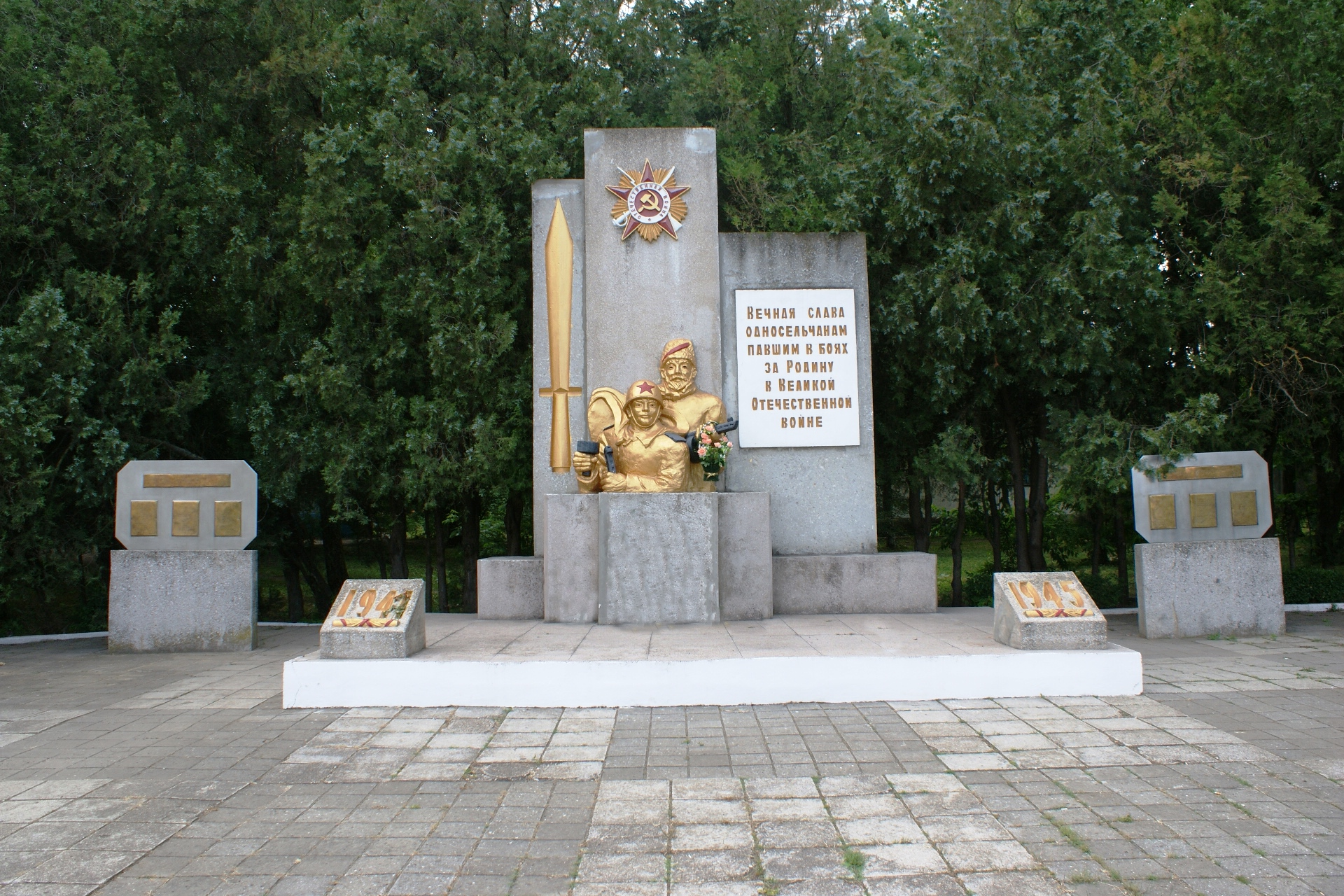
Памятный знак  в честь воинов — односельчан.

После установления в Крыму Советской власти, по постановлению Крымревкома от 8 января 1921 года была упразднена волостная система и село вошло в состав вновь созданного Владиславовского района Феодосийского уезда, а в 1922 году уезды получили название округов. 11 октября 1923 года, согласно постановлению ВЦИК, в административное деление Крымской АССР были внесены изменения, в результате которых округа ликвидировались и Владиславовский район стал самостоятельной административной единицей. Декретом ВЦИК от 04 сентября 1924 года «Об упразднении некоторых районов Автономной Крымской С. С. Р.» в октябре 1924 года район был преобразован в Феодосийский и село включили в его состав. Согласно Списку населённых пунктов Крымской АССР по Всесоюзной переписи 17 декабря 1926 года, в селе Карагоз, Изюмовского сельсовета Феодосийского района, числилось 139 дворов, из них 132 крестьянских, население составляло 563 человека, из них 533 русских, 11 греков, 5 немцев, 5 украинцев, 2 армянина, 1 болгарин, 6 записаны в графе «прочие», действовала русская школа I ступени (пятилетка). Постановлением ВЦИК «О реорганизации сети районов Крымской АССР» от 30 октября 1930 года из Феодосийского района был выделен (воссоздан) Старо-Крымский район (по другим сведениям 15 сентября 1931 года) и село включили в его состав. В период коллективизации была создана артель «Красные бойцы Перекопа», в 1933 году преобразованная в колхоз «Вперёд к социализму». По данным всесоюзной переписи населения 1939 года в селе проживало 532 человека.
В годы Великой Отечественной войны на фронтах Великой Отечественной войны сражались 58 жителей села Карагоз, из них 21 погиб, 29 награждены орденами и медалями СССР. В память погибших односельчан и жителей сёл Изюмовка и Отважное 9 мая 1970 года в центре села открыт памятный знак работы художника совхоза «Старокрымский» Арсентия Алексеевича Сквознякова. Постановлением Совета министров Республики Крым № 627 от 20 декабря 2016 года отнесённый к категории объектов культурно-исторического наследия России регионального значения.
После освобождени Крыма от фашистов в апреле, 12 августа 1944 года было принято постановление № ГОКО-6372с «О переселении колхозников в районы Крыма» и в сентябре того же года в район приехали первые переселенцы, 1268 семей, из Курской, Тамбовской и Ростовской областей, а в начале 1950-х годов последовала вторая волна переселенцев. С 1954 года местами наиболее массового набора населения стали различные области Украины. С 25 июня 1946 года Карагоз в составе Крымской области РСФСР. Указом Президиума Верховного Совета РСФСР от 18 мая 1948 года, Карагоз (вариант Гарагоз) переименовали в Гончаровку. В 1949 году создан укрупненный колхоз имени Калинина, в том же году школа стала семилетней.
Село Первомайское было основано, рядом с Гончаровкой, в 1953 году переселенцами из разных областей Украины.
26 апреля 1954 года Крымская область была передана из состава РСФСР в состав УССР. После ликвидации в 1959 году Старокрымского района оба соседних села, Гончаровку и Первомайское, переподчинили Кировскому.
На 15 июня 1960 года село числилось в составе Изюмовского сельсовета. Указом Президиума Верховного Совета УССР «Об укрупнении сельских районов Крымской области», от 30 декабря 1962 года Кировский район был упразднён и сёла присоединили к Белогорскому. В новом районе оказалось 2 колхоза им. Калинина, поэтому колхоз переименовали в «Старокрымский». С 1963 года Первомайское — центральная усадьба колхоза. 1 января 1965 года, указом Президиума ВС УССР «О внесении изменений в административное районирование УССР — по Крымской области», вновь включили в состав Кировского. 24 июня 1965 года колхоз «Старокрымский» преобразован в совхоз.
На 1 января 1968 года Первомайское уже центр сельсовета, 1 сентября 1968 года созана Первомайская средняя школа. На 1974 год в Первомайском числилось 1659 жителей.
В период с 1968 по 1977 годы Первомайское и Гончаровку официально объединили.
По данным переписи 1989 года в селе проживало 2806 человек. С 12 февраля 1991 года село в восстановленной Крымской АССР, 26 февраля 1992 года переименованной в Автономную Республику Крым. С 21 марта 2014 года в составе Крыма аннексировано Россией.